# Källstads kyrka
Källstads kyrka är en kyrkobyggnad i Källstads socken, Vadstena kommun, Östergötland. Den ligger norr om Tåkern, 1 mil sydväst om Vadstena.

## Kyrkobyggnaden
Källstads kyrka, med sitt sidoställda torn, ligger vid Tåkern. Tornet, placerat mitt på långsidan, är från tidig medeltid. Övriga delar kom till i slutet av 1800-talet. Långhuset är enskeppigt med fullbrett, rakslutet kor. Altaruppsatsen är från 1703, utförd av Olof Wiström, Vadstena. Av det medeltida inventariebeståndet återstår en dopfunt och en primklocka samt nattvardskärl av silver. I tornet har bevarats en medeltida läktaranordning med två smäckra pelare och en elegant överbyggnad.

## Historik
Under 1100-talet uppfördes i Källstad en romansk östtornskyrka av kalksten. Kanske kyrkan ursprungligen inte byggdes som sockenkyrka, utan som en kyrka knuten till en kungsgård eller stormannagård från tiden före den kyrkliga sockenorganisationen. I det kraftiga tornet finns en emporvåning med baldakinomgiven nisch. Våningen har en öppning mot koret, så att man därifrån kunde följa gudstjänsten nere i kyrkan.
Från sin rundresa i Östergötland under 1750-talet berättar Carl Fredric Broocman att predikstolen i Källstad är ett snickeriarbete förvärvat 1673 och att en altartavla föreställande "Kristi korsfästelse och uppståndelse" sägs vara uppsatt år 1711. Enligt en annan källa skapades 1703 en altaruppsats av Olof Wiström, Vadstena. 
Redan under 1700-talet var den medeltida kyrkan rivningshotad. Domkapitlet förordade nämligen 1784 att Herrestads och Källstads församlingar skulle bygga en gemensam kyrka, men denna tanke avvisades av sockenborna på båda platserna. Inte heller kom en planerad stor reparation av Källstads kyrka till stånd.
År 1841 byggde organisten och amatörorgelbyggaren Per Jonsson, Källstad, ett orgelpositiv för kyrkan.
Församlingen växte dock allt mer i storlek och behovet av mer utrymme i kyrkan accentuerades. Efter ritningar av Johan Nyström påbörjades under 1860-talet därför en ombyggnad. Ett nybyggt långhus anslöts till det medeltida tornet. För att harmonisera med nybyggnaden ändrades tornets exteriör och fick gavlar som långhusets. År 1869 byggde Per Jonsson om och utvidgade orgelverket. Vid något tillfälle uppsattes, som altarprydnad, en målning av Ludvig Frid, framställande "Kristus i Getsemane örtagård". Enligt Carl Fredric Broocman hade detta arbete ursprungligen satts upp till minne av ryttmästare Fetter Ridderström, som avled 1748 och fått sitt sista vilorum i vapenhuset.
År 1938 restaurerades kyrkan invändigt under ledning av arkitekt Erik Lundberg. Två stora korfönster sattes igen och ett tredje, runt fönster ersattes med en öppning över altaret. Efter att länge ha varit undanställd återfick Olof Wiströms altaruppsats från 1703 sin plats i koret.
Efter 1938 har kyrkan reparerats ett flertal gånger, tornet under 1980-talet.

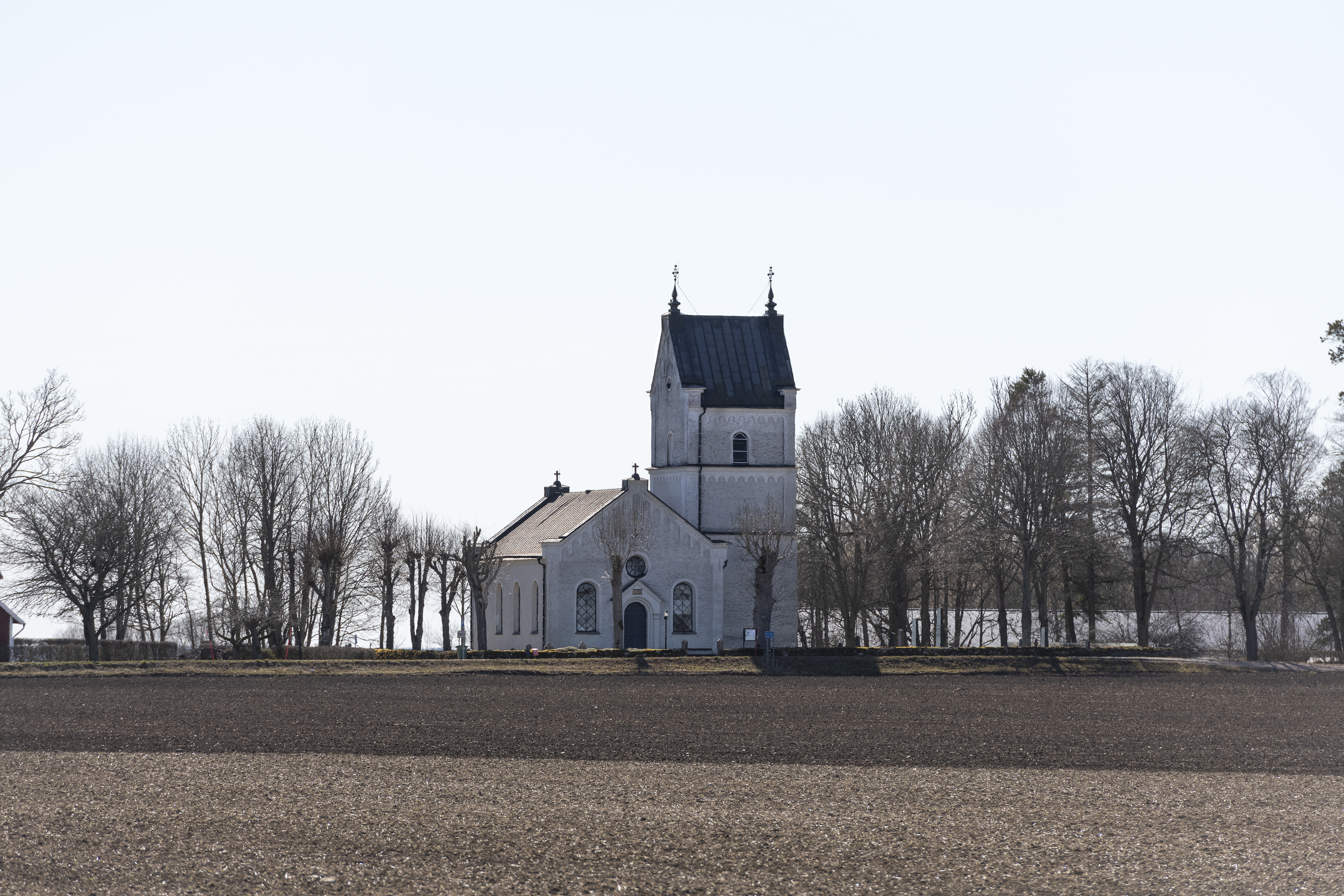
Källstads kyrka

## Inventarier
- Altaruppsats av Olof Jonasson Wiström, Vadstena, utförd 1703
- Altartavla visande "Kristus i Getsemane"
- Predikstol
- Dopfunt från medeltiden
- Nattvardskärl från medeltiden
- Primklocka från medeltiden
- Storklockan, omgjuten 1757
- Lillklockan, omgjuten 1739

## Orglar
- 1841: Organisten och amatörorgelbyggaren Peter Eric Jonsson, Källstad, bygger ett positiv för kyrkan.
- 1869: Med material från sin tidigare orgel (manualens väderlåda) och från den 1866 inköpta wisteniusorgeln från Svanshals kyrka bygger Peter Eric Jonsson ut instrumentet till 2-manualer och bihangspedal. Spelbordet placeras på västra sidan av orgelhuset. Samtliga fasadpipor (Principal 8', C - c¹) ljudande. Orgeln är mekanisk.
- 1937: Omdisponering av David Petersson, Landsbro.
- 1989 är orgeln ej spelbar.

Disposition:
| Huvudverk I C-f³ | Öververk II C-f³ | Pedal C-c¹             |
| Principal 8'     | Gedackt 8'       | bihängd till huvudverk |
| Gedackt 8’       | Octava 4'        |                        |
| Fleut d’Amour 8’ | Nasard 2 2/3'    |                        |
| Gedackt Flöjt 4' | Nachthorn 2’     |                        |
| Octava 2’        |                  |                        |
| Sifflöjt 1'      |                  |                        |
| Trompet 8', B/D  |                  |                        |

- 1952: Firma Olof Hammarberg, Göteborg, bygger inom samma orgelhus en ny pneumatisk orgel, dock placerad bakom den gamla orgeln. Härvid avlägsnades det ursprungliga bälgverket och delar av orgelstämmorna Gedackt 8', Fleut d'Amour 8' och Gedackt Flöjt 4' flyttas till den nya orgeln.

Nuvarande disposition:
| Manual C-f³     | Pedal   |
| Gedakt 8'       | bihängd |
| Principal 4’    |         |
| Flöjt 4’        |         |
| Kvintadena 2'   |         |
| Mixtur II chor. |         |

### Diskografi
- Pastoral / Beckman, Marie-Louise, orgel. CD. Svenska kyrkan VFCD 002. 2015.

## Bildgalleri

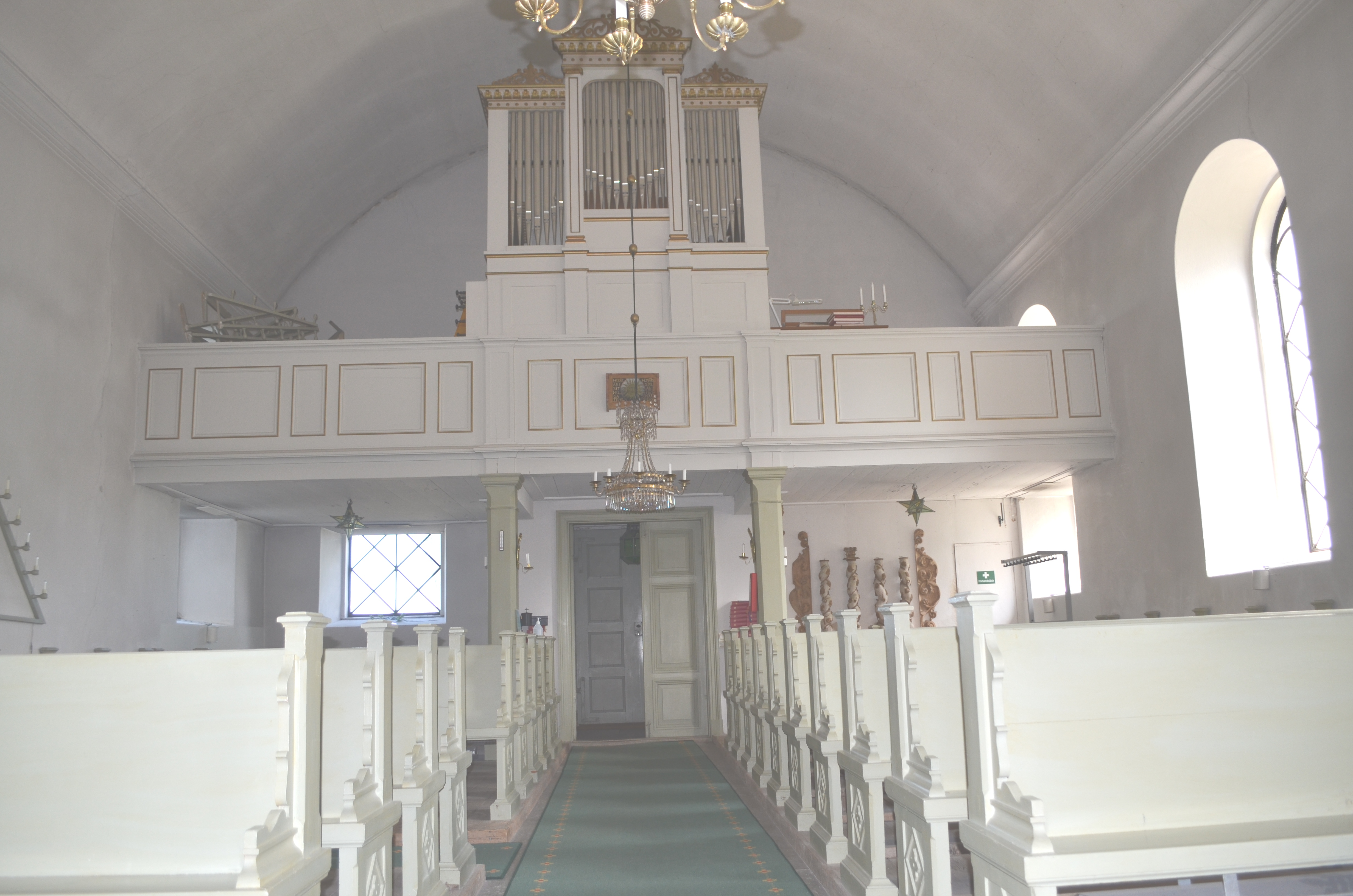
Orgelläktaren
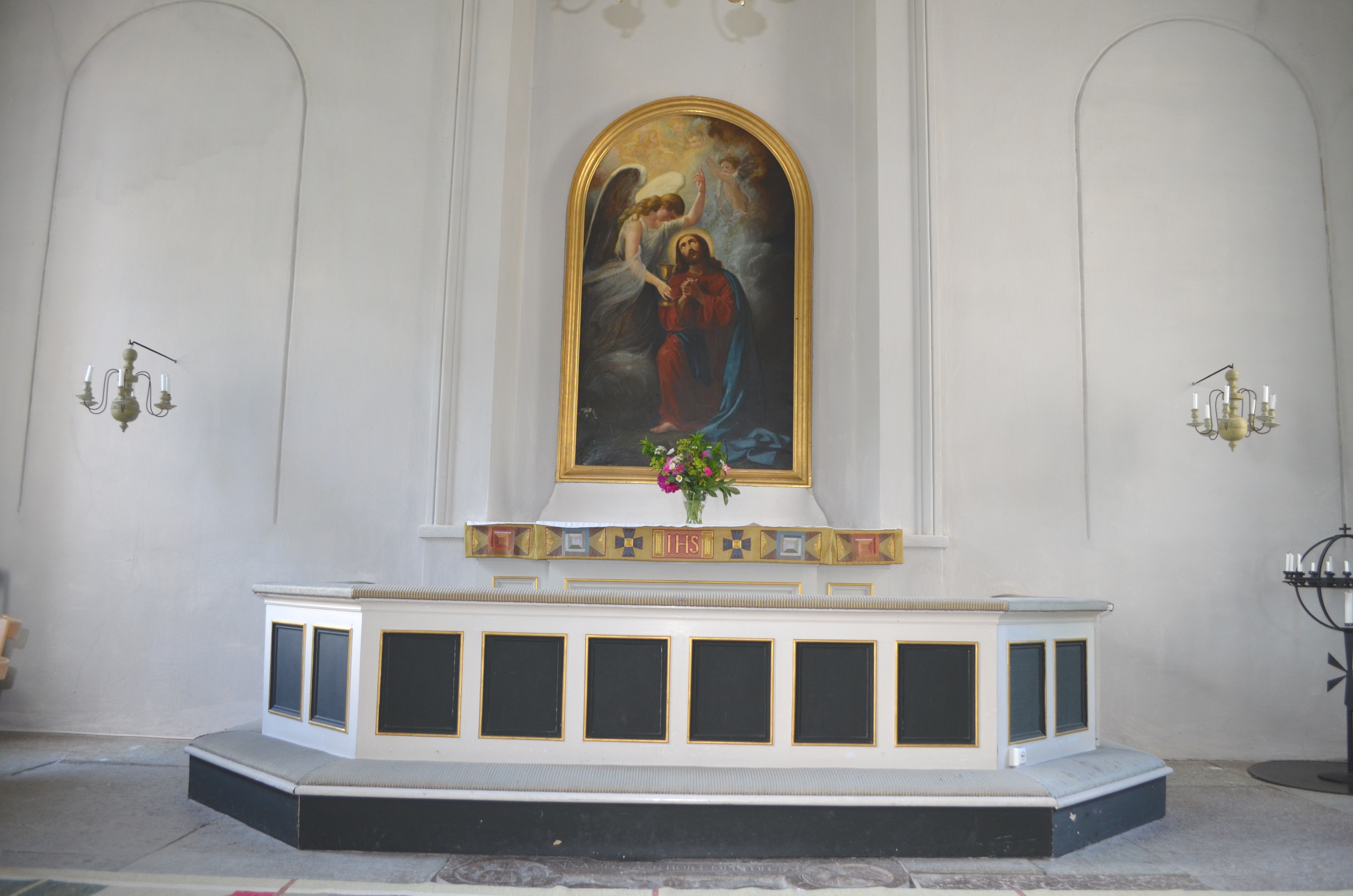
Altaret
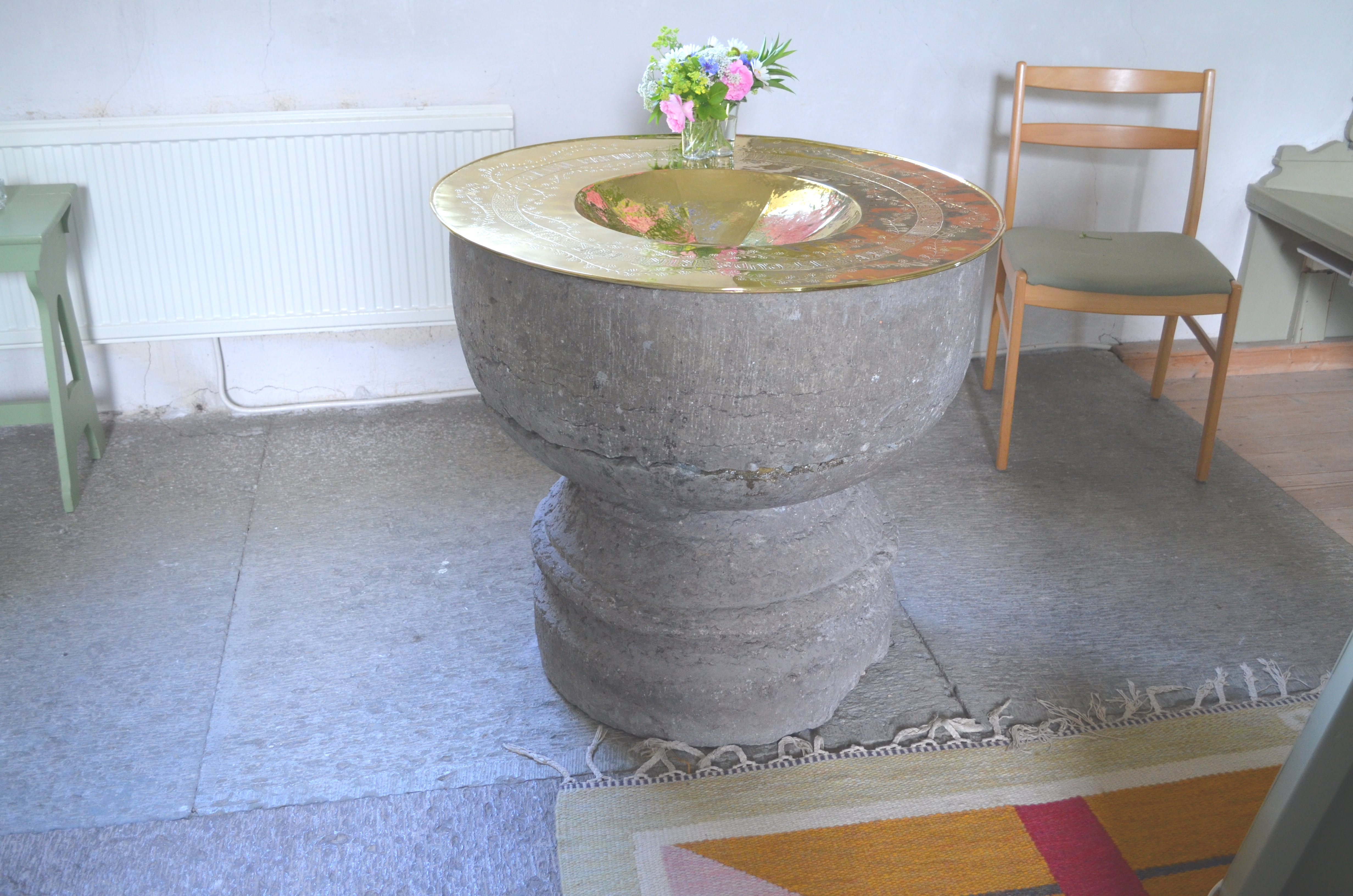
Dopfunten
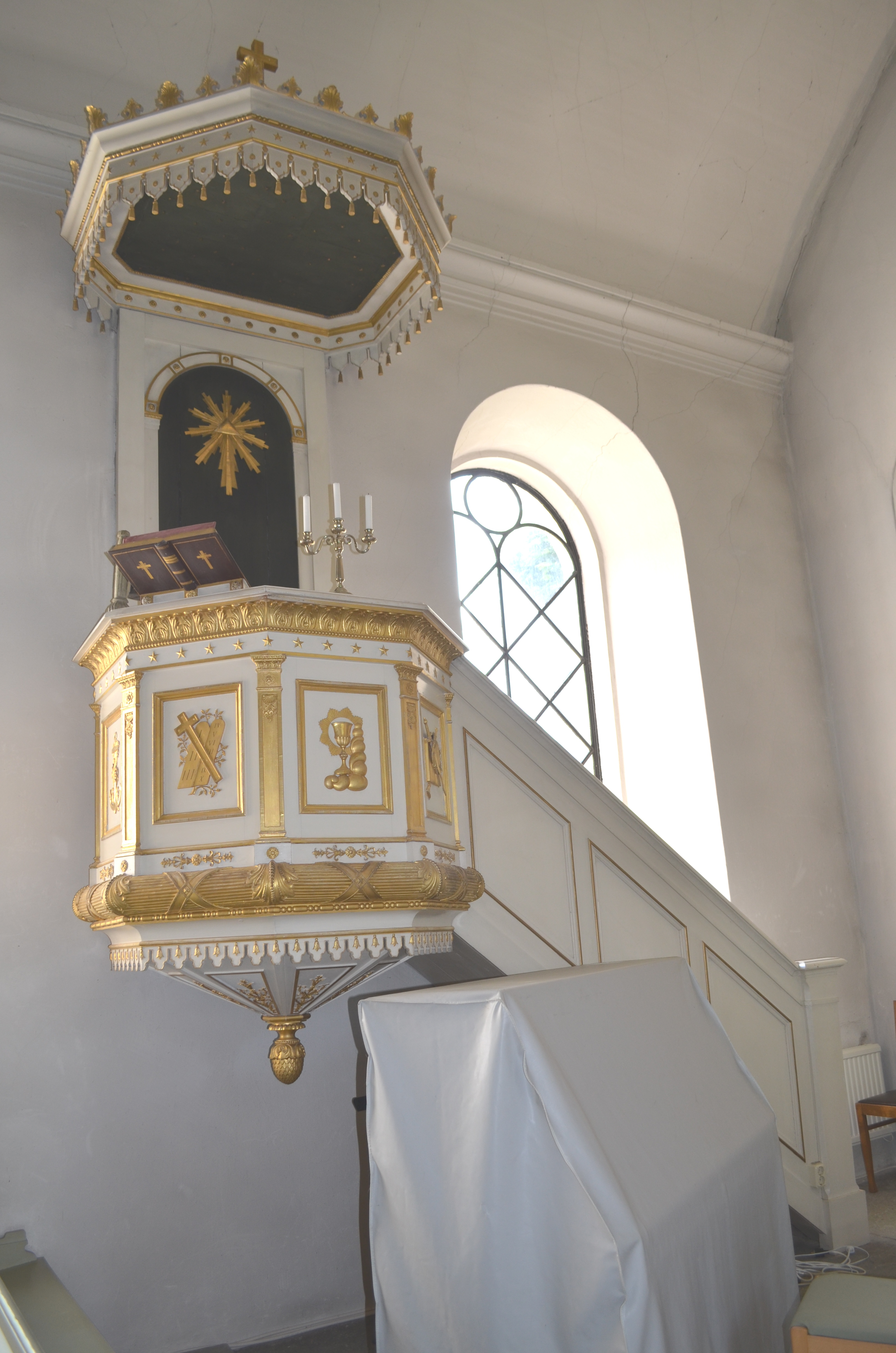
Predikstolen
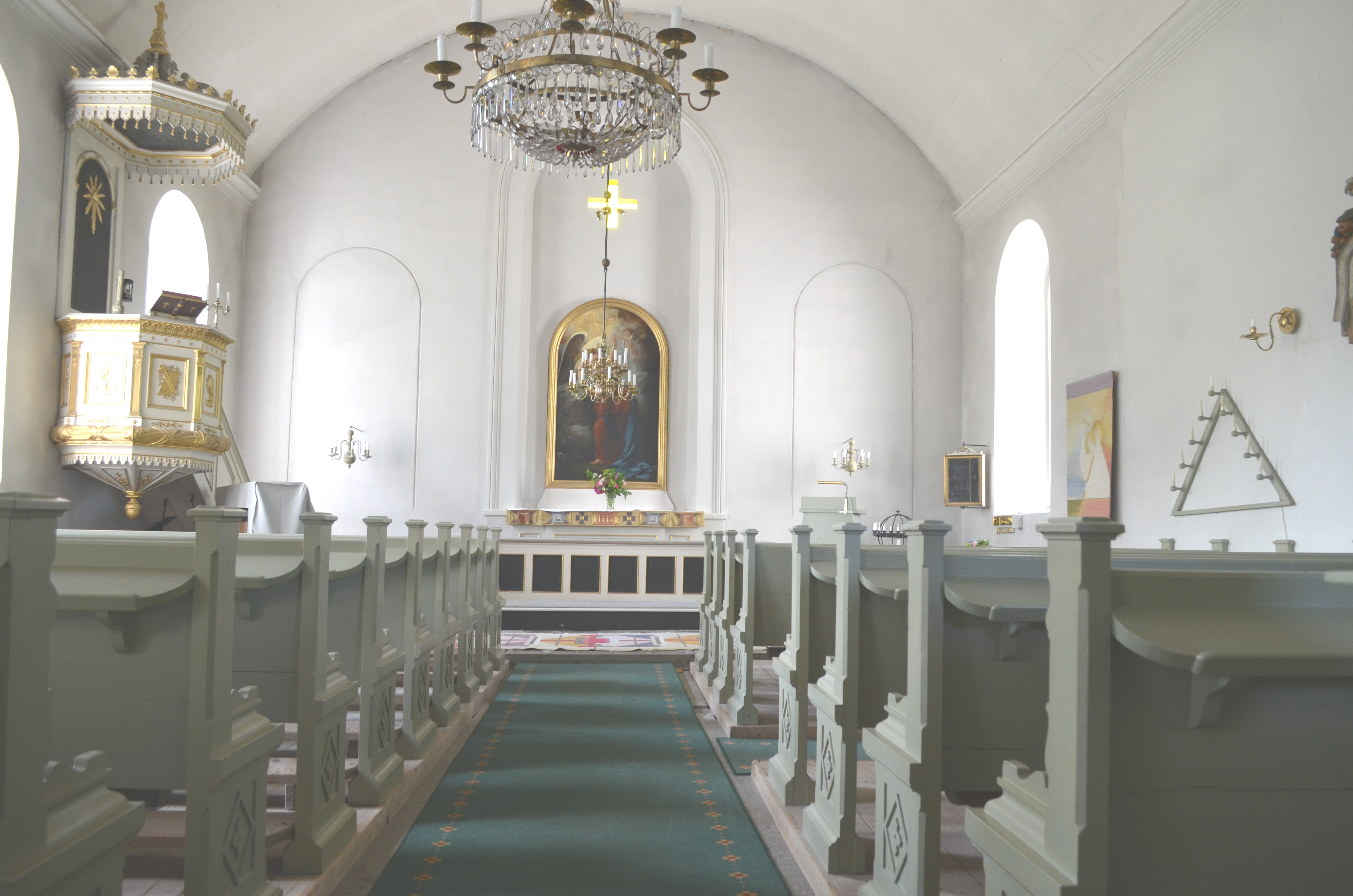
Kyrksalen